# Liste von Persönlichkeiten aus Laino
Diese Liste enthält in Laino geborene Persönlichkeiten und solche, die in Laino ihren Wirkungskreis hatten, ohne dort geboren zu sein. Die Liste erhebt keinen Anspruch auf Vollständigkeit.

## Persönlichkeiten

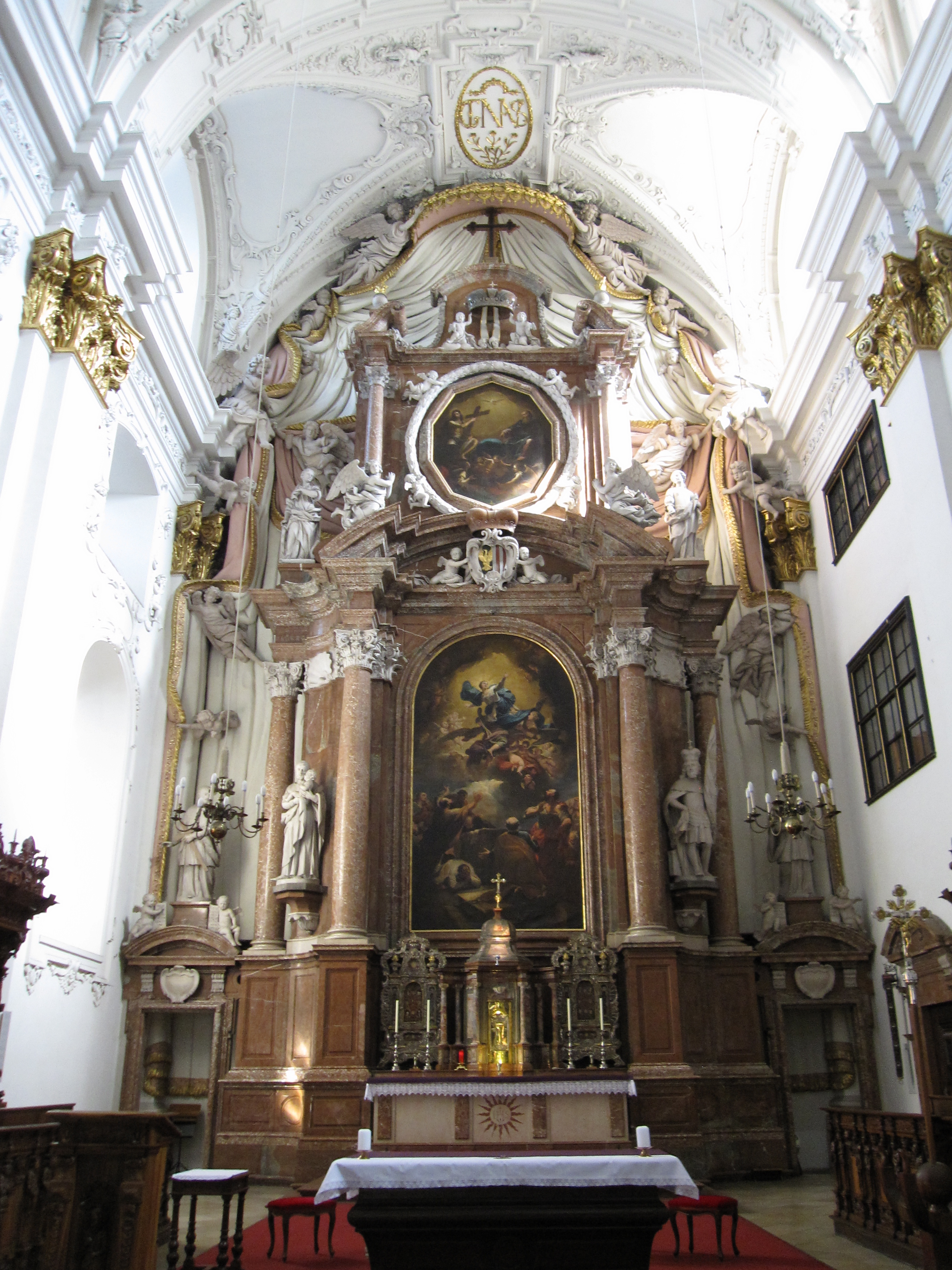
Giovanni Battista Barberini: Stuckarbeiten in der Jesuitenkirche in Linz, 1680–1682

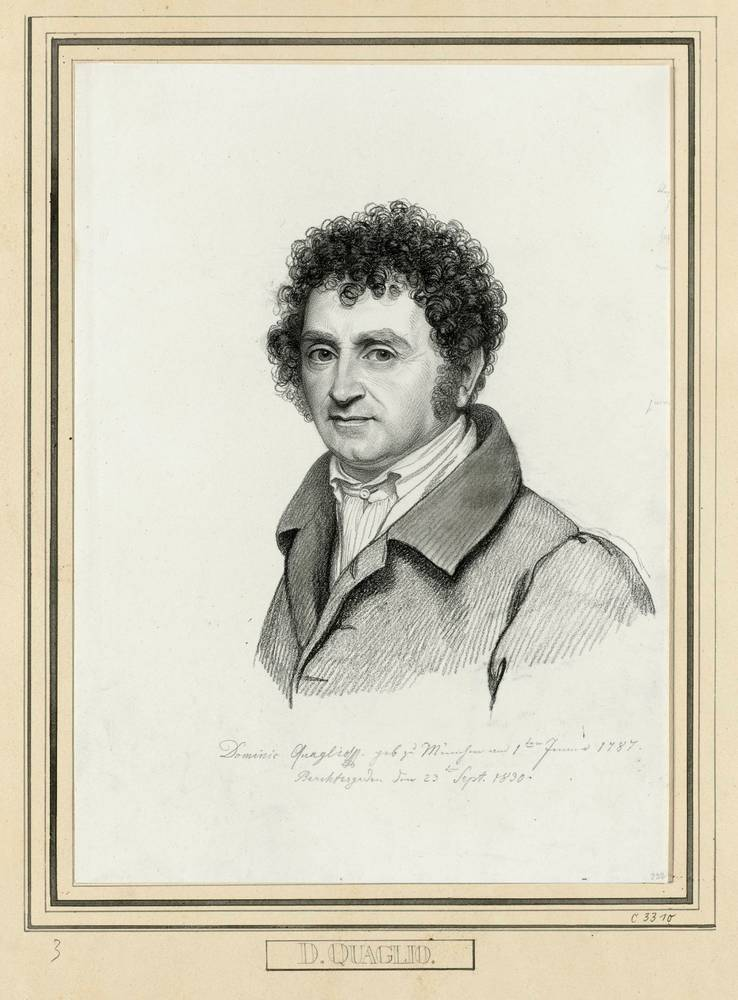
Domenico Quaglio: Porträt von Vogel von Vogelstein

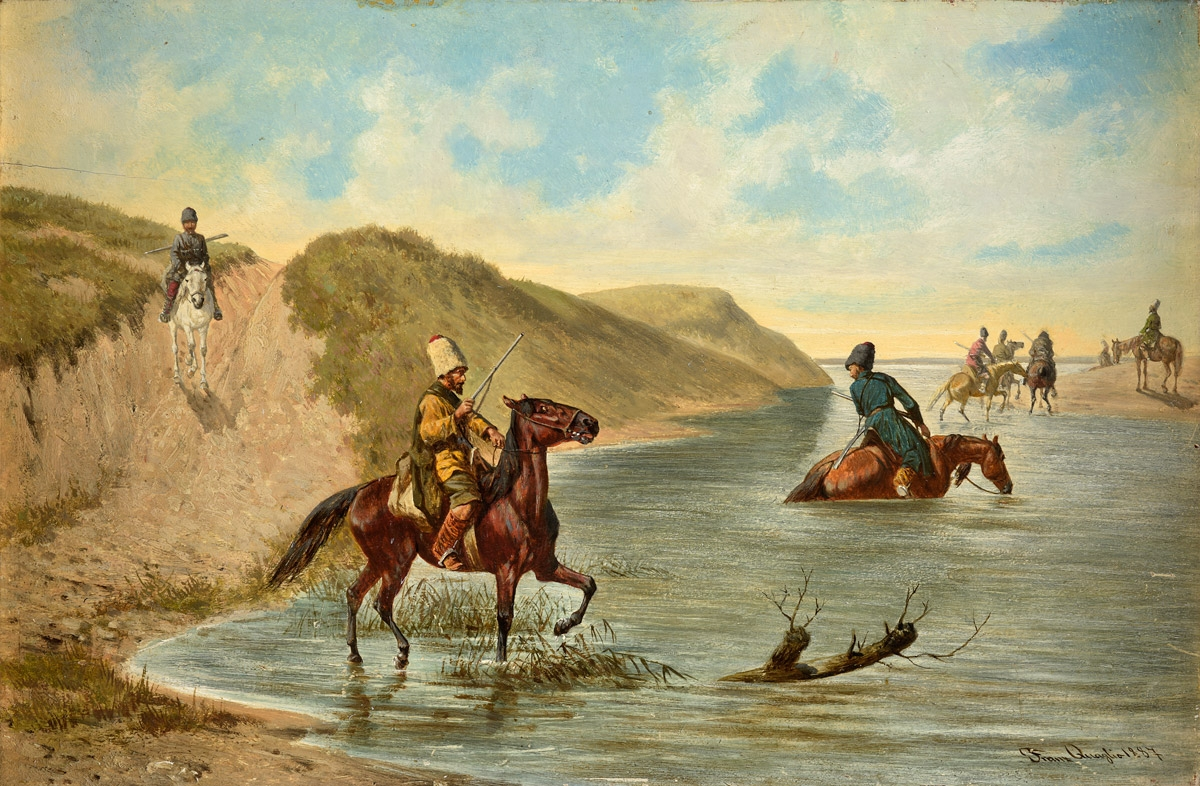
Franz Quaglio: Kosaken bei der Querung eines Flusses, 1887.

- Evangelista da Laino (* um 1455 in Laino; † nach 1513 ebenda ?), Sohn von Dionigi, Bildhauer in Genua[1]
- Gerolamo Viscardi (* um 1460 in Laino; † nach 1493 ebenda ?), Sohn von Paolo, Bildhauer an der Certosa di Pavia[2]
- Adamo di Giacomo (* um 1470 in Laino; † nach 1495 ebenda ?), Baumeister vollendete die Pfarrkirche San Marco der Fraktion Magras der Gemeinde Malé[3]
- Giovanni Adamo (* um 1580 in Laino; † nach 1616 in Genua), Sohn von Guglielmo,[4] Bildhauer[5]
- Giovanni Battista Barberini (um 1625–1691), Bildhauer, Stuckplastiker und Vertreter des Barock im Italien, Schweiz und Österreich.

- Italienisch-deutsche  Künstlerfamilie Quaglio [6][7]
  - Stammbaum der Familie Quaglio[8]
  - Giulio Quaglio (il Vecchio) (* 1601 in Laino; † nach 1658 in Wien), Maler, Dekorationsmaler, Bühnenbildner, tätig auch in Locarno.[9][10][11][12]
  - Giovanni Maria Quaglio (* um 1630 in Laino; † nach 1687), Baumeister[13]
  - Giulio Quaglio oder Quaglia genannt il Giovane (* 1668 in Laino; † 3. Juli 1751 ebenda), Sohn des Giovanni Maria, italienischer Maler, aktiv in Udine, Bergamo, Ljubljana[14], Graz, Salzburg, Porlezza, Dongo (Lombardei),...[15][16][17][18][19]
  - Raffaele Quaglio (* um 1695 in Laino; † vor 1732 ebenda ?), Sohn von Giulio il Giovane, Maler in Ljubljana und schuf Fresken im Heiligtum der Heiligen Maria von Obrsljan[20][21][22]
  - Giovanni Maria Quaglio (* um 1700 in Laino; † nach 1766 ebenda), Sohn von Giulio, Maler und Stuckateur[23][24][25]
  - Domenico Quaglio (* 1714 in Laino; † 1779 ebenda), Maler[26]
  - Raffaele Quaglio (* um 1721 in Laino; † nach 1743 ebenda ?), Sohn von Giovanni Maria, Maler in Dongo[27]
  - Domenico Quaglio (* 1723 in Laino; † 1765 ebenda), Stuckateur[28]
  - Lorenzo Quaglio (1730–1804), Maler und Architekt des Barock, tätig vor allem in der Kurpfalz und in Bayern
  - Carlo Quaglio (* um 1740 in Laino; † nach 1778 in Wien), Maler, Bühnenbildner[29][30]
  - Martin Quaglio (* um 1740 in Laino; † nach 14. August 1770 ebenda ?), Theatermaler in Wien und Kassel[31]
  - Giuseppe Quaglio (1747–1828), Maler, Bühnenbildner und Theaterarchitekt des Klassizismus
  - Giulio Quaglio (* 1764 in Laino; † 1801 ebenda), Architekt[32][33]
  - Giovanni Maria Quaglio (* 1772 in Laino; † 1813 ebenda), Stuckateur[34][35]
  - Angelo Quaglio der Ältere (* 13. August 1778 in München; † 2. April 1815 ebenda), Stuckateur[36][37]
  - Giovanni Domenico Quaglio (1787–1837), Architekturmaler der deutschen Romantik, Theatermaler, Lithograf und Radierer
  - Lorenzo Quaglio il Giovane (* 19. Dezember 1793 in München; † 15. März 1869 ebenda), Bruder des Giovanni Domenico, Maler, Zeichner[38][6][39]
  - Simon Quaglio (1795–1878), Landschaftsmaler, Bühnenmaler, Bühnenbildner, Lithograf
  - Angelo Quaglio der Jüngere (1829–1890), Theaterdekorationsmaler, Innenarchitekt in Berlin, Dresden, Hannover, Stuttgart und Sankt Petersburg
  - Julius Quaglio (1833–1899) (Herkunftsort Laino), Chemiker und Techniker im Österreich.
  - Franz Quaglio (1844–1920), Bruder des Angelo, Maler; er schuf zahlreiche Landschaftsbilder mit Zigeunern, Reitern, Seiltänzern.
  - Eugen Quaglio (* 3. April 1857 in München; † 25. September 1942 in Berlin), Sohn von Angelo der Jüngere; Hoftheatermaler in Berlin, Zeichner, Architektur- und Landschaftsmaler. In seiner Freizeit und nach der Pensionierung 1923 widmete sich Eugen den Motiven, die ihm am meisten zusagten: Landschaften und Stadtansichten.[40][6][41]
  - Angelo Quaglio (* 11. Juni 1877 in München; † 20. März 1917 ebenda), Maler.[42][43]

- Künstlerfamilie Al(l)iprandi [44]
  - Lorenzo Aliprandi (* um 1629 in Laino; † um 1691 ebenda?), Stuckateur. Er dekorierte 1680/1681 zusammen mit seinem Sohn Antonio die Burgkapelle zum Sankt Florian in der Burg Ottenstein[45][46]
  - Giovanni Domenico Aliprandi (* um 1635 in Laino; † um 1685 ebenda ?), Stuckateur in Pasturo[47]
  - Gerolamo Aliprandi (* um 1650 in Laino; † um 1690 ebenda ?), Stuckateur in Venedig; er arbeitete mit Andrea Pelli aus Brusino Arsizio und Abbondio Stazio aus Massagno.[48][49][50][51]
  - Antonio Aliprandi (* um 1654 in Laino; † 1718 Wien), Sohn von Lorenzo, Stuckateur, Zeichenmeister und Bildhauer[52][53]
  - Giovanni Maria Aliprandi (* um 1655 in Laino; † nach 1691), Stuckateur in Maccio Fraktion der Gemeinde Villa Guardia[54]
  - Giovanni Battista Alliprandi (* um 1670 in Laino; † 1720 ebenda), Architekt, der überwiegend in Böhmen wirkte.

- Künstlerfamilie Corbellini 
  - Giovanni Battista Corbellini (* um 1660 in Laino; † nach 1711 ebenda), Stuckateur. In der Villa Medici Poggio Imperiale in Arcetri gestaltete er die Loggia 1681–1691. In Deutschland ist er in Schwerin und Mannheim dokumentiert.[55][56]
  - Giovanni Antonio Corbellini (* um 1670 in Laino; † nach 1711 ebenda?), Bildhauer[55]
  - Giacomo Antonio Corbellini (* 1673 in Laino; † 1742 ebenda), Stuckateur, Bildhauer[57][58][59][55]
  - Giovanni Paolo Adalberto Corbellini (* 24. April 1711 (Taufe) in Prag; † 12. Juli 1769 in Doverio di Corteno Golgi), Sohn des Giacomo Antonio, Maler[60][55]

- Künstlerfamilie Ferrabosco/i 
  - Giovanni Ferabech (* um 1350 in Laino; † nach 1393 in Bologna?), Bildhauer; tätig in Venedig.[61][62]
  - Lazzaro de Fernach (* um 1350 in Laino; † nach 1393 in Freiburg im Breisgau?), Bildhauer; tätig mit Giovanni im Mailänder Dom.[63]
  - Pietro Ferrabosco (* um 1512 in Laino; † nach 1588 ebenda?), Sohn von Martino, Maler, Baumeister, Architekt[64][65][66]
  - Martino Ferrabosco (* um 1585 in Laino oder Capolago?; † 3. August 1623 in Rom), Stuckateur, Architekt[67][68][66]
  - Pietro Ferabosco (* um 1580 in Laino; † nach 1616 in Rom oder Portugal?), Maler[69]
  - Gerolamo Forabosco, auch Girolamo, (1605–1679) (Herkunftsort Laino?), Maler und Porträtist wirkte in Padua und in Venedig.
  - Giovanni Battista Ferabosco (* um 1610 in Laino;1648 in Rom?), Stuckateur[70]
  - Pietro Ferabosco (* um 1635 in Laino; † nach 1673 in Osnabrück), Stuckateur[71]
  - Antonio Maria Feraboschi (* 16. März 1663 in Parma; † 1738 ebenda), (Herkunftsort Laino), Bildhauer[72]
  - Michele Forabosco (* um 1740 in Laino; † nach 1773 in Pavia), Bildschnitzer[73]

- Künstlerfamilie Ceresola 
  - Giovanni Battista Ceresola (* um 1625 in Laino; † um 1675 in Prag), Baumeister[74]
  - Francesco Ceresola (* um 1630 in Laino; † um 1707 in Mladá Boleslav), Baumeister[75]
  - Marcello Ceresola (* um 1640 in Laino; † um 1707 in Krain?), Baumeister[76]
  - Giovanni Battista Ceresola (* um 1645 in Laino; † Mai 1680 in Prag wegen Pest), Sohn des Giovanni Battista, Baumeister[77]

- Künstlerfamilie Frisoni 

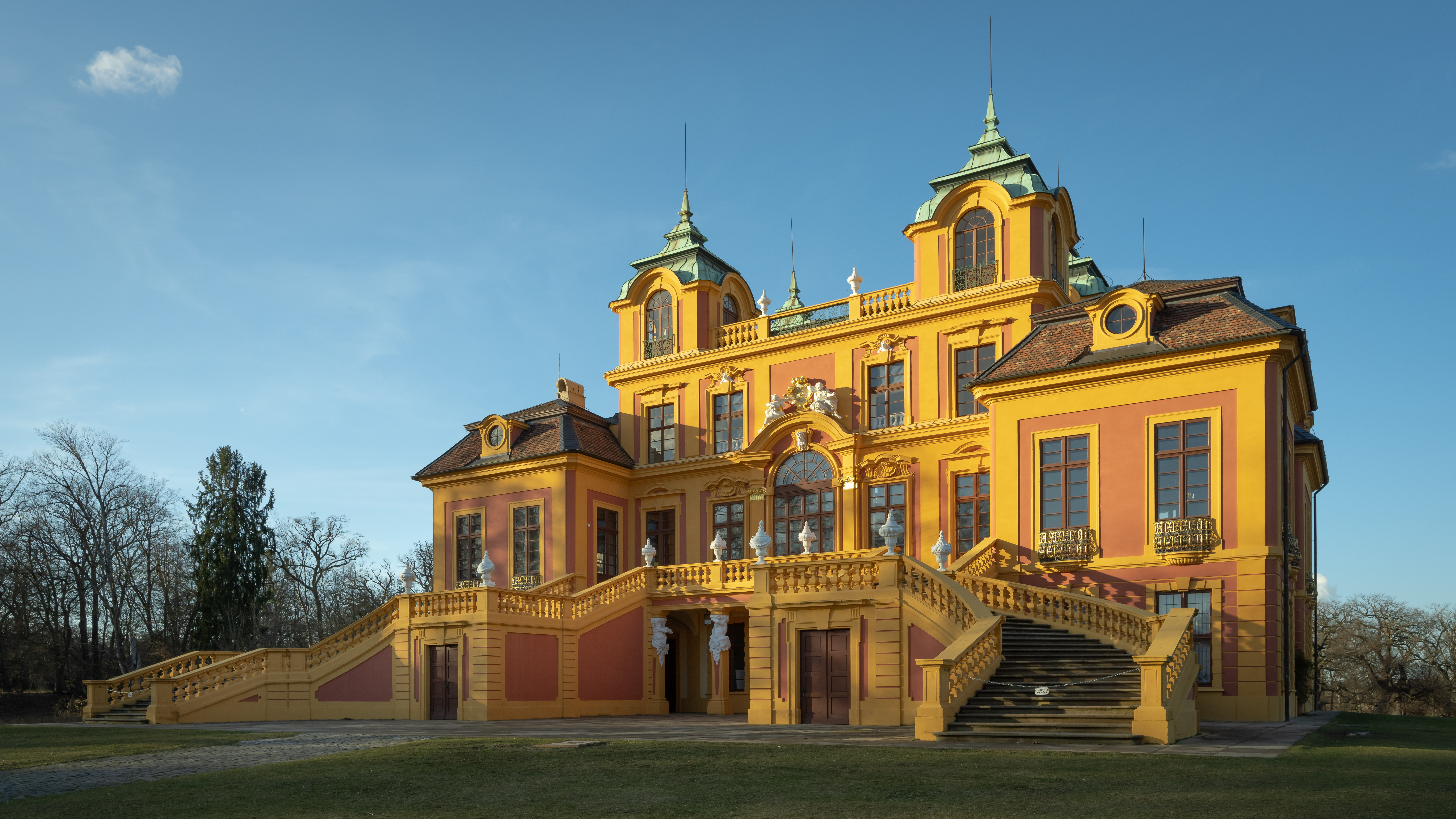
Donato Giuseppe Frisoni: Schloss Favorite, Ludwigsburg, 1723

  - Antonio Frisoni (* um 1390 in Laino; † nach 1422 ebenda), Bildhauer im Mailänder Dom[78]
  - Domenico Frisoni (* um 1430 in Laino; † nach 1486 in Ferrara), Sohn des Antonio, Bildhauer[79]
  - Domenico Frisoni (* um 1430 in Laino; † nach 1503 in Ravenna), Sohn des Lorenzo, Bildhauer[80]
  - Bernardo Frisoni (* um 1445 in Laino; † nach 1490 ebenda ?), Baumeister am Dom von Trient[81]
  - Gabriele Frisoni (* um 1450 in Mantua; † nach 1503 in Verona), Sohn des Jacopo, Bildhauer[82][83]
  - Lucio Frisoni (* um 1485 in Laino; † nach 1515 ebenda ?), Architekt schuf am Palazzo Salvadori in Trient[84]
  - Domenico Frisone (* um 1600 in Laino; † nach 1622 in Lodi?), Stuckateur[85]
  - Paolo Frisoni (* um 1645 in Laino; † um 1697 in Ludwigsburg in Baden-Württemberg?), Stuckateur. Er arbeitete im Residenzschloss Ludwigsburg.[86][87]
  - Carlo Innocenzo Frisoni (* um 1680 in Laino; † 1715 in Ludwigsburg), Sohn des Paolo, Architekt in Ludwigsburg[88]
  - Donato Giuseppe Frisoni (1683–1735), Stuckateur in Prag und Architekt in Ludwigsburg und in der Abtei Weingarten
  - Paul Carl Frisoni (* um 1700 in Laino; † nach 1738 in Ludwigsburg), Stuckateur, Mitarbeiter von Paolo Retti, württembergischer Genieoffizier[89][90]

- Künstlerfamilie Scotti.  Die Familie Scotti brachte zahlreiche Künstler hervor. Der Palazzo Scotti in Laino wird ab 2013 renoviert und soll ein Forschungszentrum für die Künstler aus dem Intelvital werden.[91][92]
  - Giovanni Stefano Scotti (* um 1460 in Laino; † um 1520 ebenda?), Maler in Mailänder Dom[93][91]
  - Giacomo Scotti (* um 1660 in Laino; † um 1720 in?), Stuckateur in Oropa und Mandello del Lario; er arbeitete auch in Wien und im heutigen Tschechien[91][94]
  - Bartolomeo Scotti (* um 1685 in Laino; † 1. Februar 1737 in Prag), Schwager des Paul Carl Frisoni, Architekt[91][95][96]
  - (Giovanni) Pietro Scotti (* 1695 in Wien; † 19. Dezember 1761 in Laino), Sohn des Giacomo; sein Lehrmeister war Carlo Carlone aus dem Nachbardorf Scaria, der sich 1715 in Wien niedergelassen hatte. Mitarbeiter ist Pietro Scotti 1727–1729 im Palais Clam-Gallas in Prag und ab 1730 in Residenzschloss Ludwigsburg erwähnt. Dort schuf er die Szenen aus dem trojanischen Krieg in der Bildergalerie. Ab 1746 ist Pietro in der Provinz Brescia erwähnt[97][98][99]
  - Giosuè Scotti (* 1729 in Laino; † 26. Mai 1785 in Sankt Petersburg), Sohn des Pietro, Maler, Schüler des Carlo Innocenzo Carlone aus dem Nachbardorf Scaria Fraktion von Lanzo d’Intelvi. In zwei Kirchen in der Provinz Brescia malte er Fresken, zusammen mit dem ebenfalls aus Laino stammenden Paolo Corbellini: in der Basilika San Giovanni Battista in Lonato del Garda und in der Pfarrkirche von San Felice del Benaco. In Stuttgart ist er als Theatermaler erwähnt. 1765 schuf er das Deckengemälde im Rittersaal von Schloss Hohenstadt in Abtsgmünd. Auf Wunsch des Architekten Giacomo Quarenghi ging er 1784 nach Sankt Petersburg[91][100]
  - Bartolomeo Scotti (* 1727 in Laino; † 1786 ebenda), Sohn des Giovanni Pietro, Bruder von Giosuè, Maler in Brescia und Prag; er malte Fresken in der Kirche San Tommaso in Bondeno di Gonzaga (Lombardei), die bei einem Erdbeben im Mai 2012 schwer beschädigt wurde[91][101]
  - Carlo Scotti (* 1747 in Laino; † 1823 in Sankt Petersburg), Maler, Sohn des Pietro; er malte das Deckenfresko im Palazzo Scotti in Laino 1780; dargestellt ist Apollon, der Gott des Lichts und der Künste, der die Finsternis vertreibt: eine Anspielung auf die Ideen der Aufklärung, die Aberglauben und Unwissenheit überwindet. Danach ging er 1786 mit seiner Frau nach Sankt Petersburg. Über seine Tätigkeit in Sankt Petersburg ist wenig bekannt. Sicher von ihm stammen einige Deckengemälde in der Michaelsburg und die Innendekoration des Schlosses Pawlowsk nach dem Brand von 1803.[91][102]
  - Pietro Scotti (* 1769 in Laino; † 13. August 1838 in Sankt Petersburg), Sohn von Giosuè Scotti, Maler[103]
  - Pietro Scotti (* 14. Oktober 1774 in Laino; † 1830 in Sankt Petersburg), Sohn des Carlo, Maler[104]
  - Germano Scotti (* 1775 in Laino; † 1818 in Moskau), Sohn von Giosuè, Maler seit 1795 in Moskau[105]
  - Giovanni Battista Scotti (* 18. November 1776 in Laino; † 21. November 1830 in Sankt Petersburg), Sohn des Carlo, Stuckateur und Maler seit 1786 in Sankt Petersburg. 1817–1828 Deckenmalereien im Thronsaal der Witwe des Zaren Paul I. (Russland), Maria Fjodorowna (Sophie Dorothee von Württemberg, 1759–1828), im Winterpalast. Sie fielen 1837 einem Brand zum Opfer und sind nur noch auf einem Ölgemälde von 1831 zu bewundern.[106][91][107]
  - Domenico Scotti (* 5. September 1780 in Laino; † 12. November 1825 in Sankt Petersburg), Sohn des Carlo, Maler; er folgte Giovanni Battista und Giosuè Gilardi aus Montagnola nach Moskau und erhielt Aufträge zur Ausschmückung der von ihnen erbauten Spitäler, Kirchen und Paläste. Erhalten sind seine klassizistischen Wandgemälde in der vor kurzem renovierten Kirche des 1810 erbauten Spitals Strannopriimskij und im Landgut Ljublino mit dem dazu gehörigen Theater.[91][108]
  - Michele Scotti (* 17. Oktober 1814 in Sankt Petersburg; † 22. Februar 1861 in Paris), Sohn von Giovanni Battista, Maler[109]

- Künstlerfamilie Retti [110]

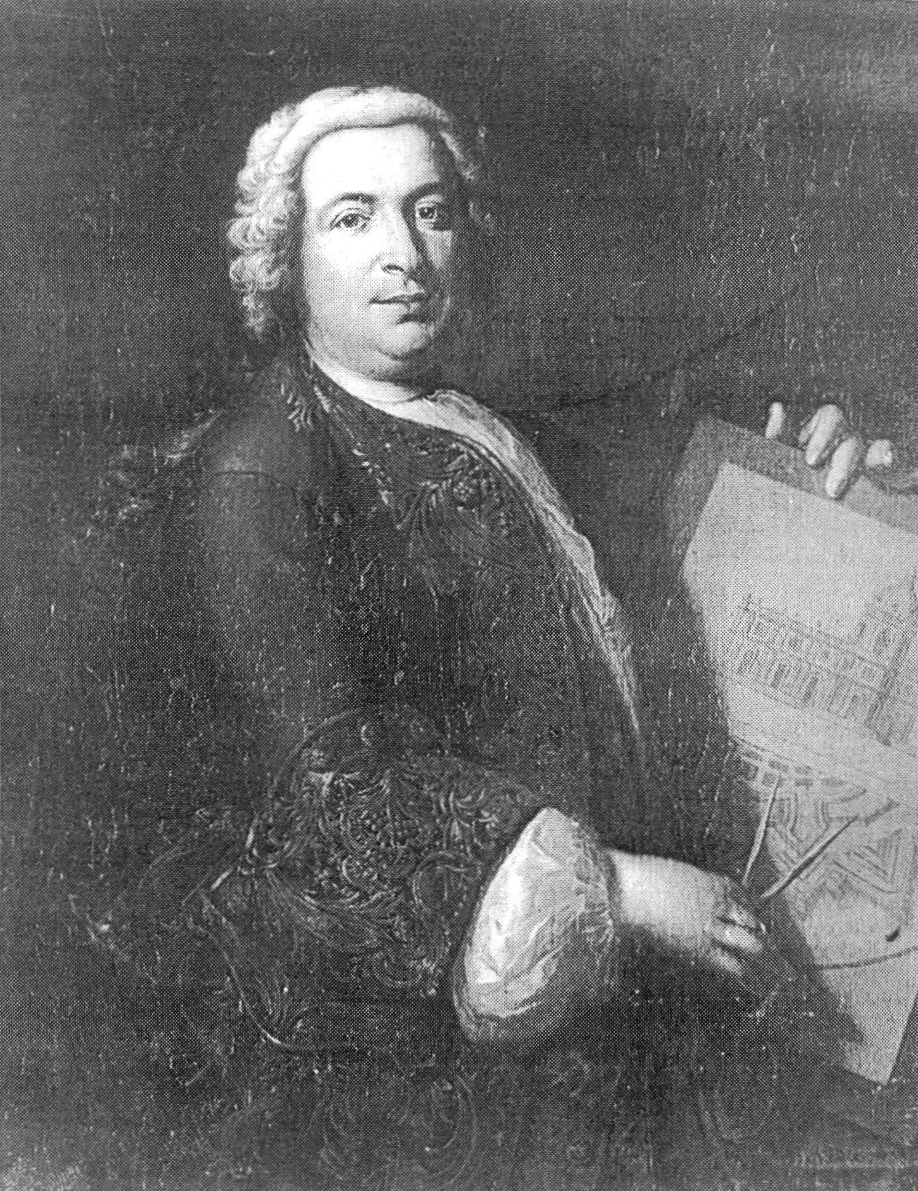
Leopoldo Retti

  - Andrea Retti (* um 1595 in Laino; † nach 1635 in Wien?), ein italienischer Architekt und Stuckateur; arbeitete im Stift Klosterneuburg bei Wien. Anschließend 1634–1645 Umbau der Stiftskirche Klosterneuburg bei Wien im barocken Stil, zusammen mit seinen Landsleuten Giacomo Spazzi aus Laino und Giovanni Battista Carloni aus Scaria.[111][110]
  - Lorenzo de Retti (* um 1630 in Laino; † nach 1. Juli 1676 ebenda), Gemeindepräsident von Laino.[112]
  - Leonardo Retti (* um 1640 in Laino; † 8. Januar 1714 in Rom), Sohn des Giambattista, Bruder des Domenico, Bildhauer und Stuckateur in Parma und Rom; Schüler und Mitarbeiter von Ercole Ferrata aus Pellio Intelvi. Erwähnt wird Retti in Rom: Kirche Sant’Agnese in Agone: Altar der Heilige Emerenziana, 1686; Kirche Il Gesù: Ignatiuskapelle, 1695.[113][110][114]
  - Domenico Retti (* um 1645 in Laino; † nach 1720 in Rom), Sohn des Giambattista, Bruder des Leonardo, Bildhauer und Stuckateur in der Kirche San Vitale in Parma; Schüler und Mitarbeiter von Ercole Ferrata aus Pellio Intelvi.[115]
  - (Lorenzo) Mattia Retti ((* 1664 in Laino; † 1714 in Ludwigsburg)), Schwager des Donato Giuseppe Frisoni, Stuckateur, Architekt in Polen[116][117][110][118]
  - Lorenzo Retti (* um 1675 in Laino; † nach 1717 ebenda ?), Stuckateur in Udine[119]
  - Donato Riccardo Retti (* 1687 in Laino; † 1741 ebenda), Sohn der Schwester des Donato Giuseppe Frisoni, Stuckateur[120][121][110]
  - Livio Retti (1692–1751), Maler des Barock in Süddeutschland
  - Paolo Retti (* um 1690 in Laino; † 1748 in Ludwigsburg?), Sohn des Lorenzo Mattia, Neffe des Donato Giuseppe Frisoni, Architekt. Er arbeitete mit seinen Brüdern Donato Riccardo, Leopoldo und Livio im Residenzschloss Ludwigsburg. Nicht weit davon entfernt errichtete er 1729–1731 für Wilhelmine von Grävenitz das Schloss Freudental (Freudental).[122][123][124][110]
  - Donato Riccardo Retti (* um 1700 in Laino; †? in Ludwigsburg?), Sohn des Lorenzo Mattia, Bruder des Leopoldo; Architekt[125]
  - Leopoldo Retti (auch bekannt als Leopold Retty) (1704–1751), Architekt tätig in Süddeutschland.

- Emanuele Pighini (* um 1705 in Laino; † nach 1740 in Ellwangen), Stuckateur; erwähnt wird er in Ellwangen, um die Barockisierung der romanischen Stiftskirche St. Vitus; er schuf die Konsolfiguren an den Pfeilern des Langhauses: Apostel, Evangelisten und Salvator Mundi, wahrscheinlich nach Entwürfen von Diego Carlone.[126]
- Paolo Caprani (* 1752 in Laino; † 1819 ebenda), Hofstuckateur in Madrid. Er fertigte Tische, Wände, Fußböden usw. aus Marmorstuck und Scagliola. Ihm werden die Böden des Salón Pompeyano und die Tische des Waffensaals im Palacio Real (Madrid) von Madrid zugeschrieben. Etwas früher, um 1700, waren dort auch die Stuckateure Domenico und Giuseppe Brilli aus Cureglia tätig gewesen.[127]
- Mauro Vittorio Zanotta (* 1963 in Laino; † 17. Mai 2009 am Mont Blanc), ein italienischer Astronom.